# Калниште
Калниште (мкд. Калниште) је насеље у Северној Македонији, у источном делу државе. Калниште је у саставу општине Пробиштип, где је градско преграђе.

## Географија
Калниште је смештено у источном делу Северне Македоније. Од најближег града, Пробиштипа, насеље је удаљено 1 километар источно, па је то данас градско предграђе.
Насеље Калниште се налази у историјској области Злетово, на северном ободу Злетовске котлине. Северно од насеља издижу се јужна брда Осоговских планина. Надморска висина насеља је приближно 550 метара.
Месна клима је умерено континентална.

## Становништво
Калниште је према последњем попису из 2002. године имало 2.102 становника.
Претежно становништво у насељу су етнички Македонци (99%), а остало су махом Срби.
Већинска вероисповест месног становништва је православље.

## Извори
- www.Probistip.gov.mk Званична страница општине Пробиштип